# Aeroporto de Atbara
O Aeroporto de Atbara (IATA: ATB, ICAO: HSAT) é um aeroporto localizado na cidade de Atbara, no Sudão.